# Журавка (Єланський район)
Журавка (рос. Журавка) — село у Єланському районі Волгоградської області Російської Федерації.
Населення становить 788 осіб. Входить до складу муніципального утворення Журавське сільське поселення.

## Історія
Село розташоване у межах українського історичного та культурного регіону Жовтий Клин.
Згідно із законом від 24 грудня 2004 року № 980-ОД органом місцевого самоврядування є Журавське сільське поселення.

## Населення
| 2010 |
| ---- |
| 788  |